# 구나이

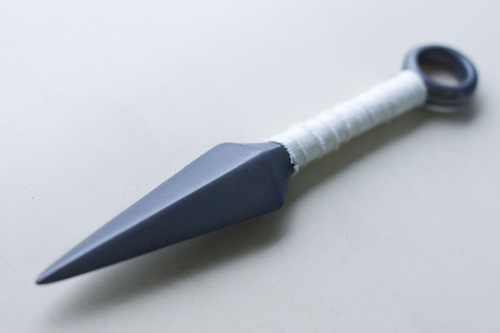
구나이

쿠나이(くない)는 닌자들이 사용한 공구이다. 크기가 큰 것(13 ~ 15cm 정도)과 작은 것(8 ~ 10cm 정도)이 있다. 벽을 오르거나, 벽이나 바닥에 구멍을 팔 때 사용했다. 무기가 마땅치 않을 때 급조무기로 사용되기도 했다.

## 같이 보기
- 수리검
- 단도
- 비도 (투척무기)
- 모종삽

## 참고 자료
- Masaaki, Hatsumi (1988년 9월 22일). 《The Grandmaster's Book of Ninja Training》. McGraw-Hill Education. ISBN 978-0-8092-4629-8.
- Serge, Mol (2003년). 《Classical Weaponry of Japan: Special Weapons and Tactics of the Martial Arts》. Kodansha International. ISBN 978-4-7700-2941-6.